# Morir para vivir
Morir para vivir é uma telenovela mexicana produzida pela também atriz Ana Martín para a Televisa e exibida pelo Canal de las Estrellas entre 11 de setembro e 22 de dezembro de 1989.
Inicialmente era exibida às 21:00, mas a partir de 6 de novembro de 1989 foi rebaixada para às 19:00, trocando de horário com a telenovela Teresa.
A trama foi protagonizada por Claudia Ramírez e Eduardo Capetillo e antagonizada por Susana Dosamantes

## Enredo
Rosa Guzman é uma mulher que não conhece limites. Anos atrás, mandou para a prisão sua própria irmã Mercedes, acusando-a de um crime que não cometeu, a fim de ficar com o marido dela, Andrés Guzmán, por quem Rosa estava apaixonada. Alice, a pequena filha de Mercedes e Andrés cresceu pensando que Rosa era sua mãe, enquanto ela estava cumprindo sua pena na prisão. 
Quinze anos mais tarde, o amor que Rosaura sentia por Andrés acabou e ela se entrega cheia de paixão aos braços de um engenheiro, Federico Iturralde, que foi contratado pelo próprio Andrés fazer algumas perfurações na fazenda onde moram. Andrés começa a suspeitar que sua esposa e engenheiro Iturralde o enganam por trás. Rosaura corre para pedir ajuda ao bruxo mais famoso da região, Boco. Este dá-lhe um veneno que ela mistura nas bebidas de Andrés, até provocar um estado catatônico difícil de distinguir da própria morte. Andrew é enterrado vivo, sem que ninguém perceba, incluindo sua filha Alicia. 
Rosaura se prepara para celebrar seu triunfo sem imaginar que Alicia e Frederico se apaixonaram. Quando ela descobre o romance, decide fazer com sua enteada o mesmo que fez com o marido. Alicia está prestes a ser enterrada vivo quando Teo, sua velha e querida babá descobre uma lágrima desliza pelo seu rosto. Ele, então, decide chamar Dr. Quijano Sebastian, a quem ele tinha pedido antes de morrer, cuidar de sua filha, caso ele morra. No momento em que Sebastian está tirando Alice do caixão, o feiticeiro Boco aparece para tentar pará-lo. Acontece ma luta em que Boco perde a vida ao ser acertado na cabeça. Sebastian colocou o cadáver do bruxo no caixão, anteriormente ocupado por Alicia, e o sela. No dia seguinte, o funeral realiza-se sem ninguém descobrir que não é mais a menina que está no caixão. 
Enquanto isso, na Cidade do México, Alicia se recupera lentamente do choque causado por acontecimentos recentes. Sebastian a leva para viver em casa cuida e dela como se fosse sua própria filha. Na frente da casa de Sebastian , há uma casa de hóspedes, cuja proprietária é Milagros, uma mulher alegre e gentil que se preocupa com seus inquilinos, como se fossem parte de sua família. Alicia não pode imaginar que a casa é habitada verdadeira mãe, Mercedes, que se dedica em dar aulas de piano desde que deixou a prisão. O destino leva Alicia para se tornar sua aluna, fazendo com que através de convivência nasça uma grande afeição e identificação entre elas, embora ambas não saibam que o mesmo sangue corre em suas veias. 
Na casa de Milagros também vive Victor, um garoto que veio de Guadalajara para a capital, com a intenção de se tornar um grande músico. A franqueza de Alicia faz com que Victor se apaixone por ela. No entanto, Alicia não quer amor depois de ter vivido com Federico. Seu coração ainda está cheio de ressentimento e só uma coisa a incentiva em continuar vivendo: o desejo de vingar-se da mulher que matou o seu pai e do homem que brincou com seu coração. Desta vez é que Alicia não está dispostA a parar antes de qualquer coisa ou pessoa.

## Elenco
- Claudia Ramírez - Alicia Guzmán / Andrea Quijano Guzmán[2]
- Eduardo Capetillo - Víctor
- Susana Dosamantes - Rosaura Guzmán de Iturralde
- Raúl Román - Federico Iturralde
- Otto Sirgo - Sebastián Quijano
- Carlos Bracho - Andrés Guzmán
- Anna Silvetti - Mercedes Guzmán
- Silvia Mariscal - Elena
- Leonorilda Ochoa - Milagros
- Erick Rubín - Armando
- Rafael Rojas
- Rosita Pelayo - Rosi
- Carlos Espejel - Gus
- Eugenio Cobo - Pedro
- Oscar Morelli
- Miguel Gómez Checa - Genaro
- Jorge Abraham - Vicente
- Bruno Bichir - Julio
- Héctor del Puerto - Jorge
- Mario García González - Florentino
- Julia Marichal - Teo
- Adriana Olivera - Carolina
- Roxana Saucedo - Norma
- Jorge Zepeda - Bocó
- Claudia Fernández - Lorena
- Queta Carrasco - Aurora
- Rosa Carmina - Mireya
- Maleni Morales
- Álvaro Guerrero
- Mónica Miguel
- Lilia Aragón - Greta
- Lorena Velázquez - Etelvina
- Roberto Hernández - Chinto
- Verónica Langer - Martha
- José Ángel García - Roberto
- Beatriz Monroy - Eufemia
- Montserrat Ontiveros - Estrella
- Laura Zaizar - Vicky
- Sara Campos - Luz
- Eduardo Castell - Dr. Herrera
- María Cristina Michaus - Gitana
- Francisco Javier Jiménez - Sacerdote
- Norma Rodríguez - Lupe
- Luis de Llano Macedo - Luis de la Pradera

## Prêmios e indicações

### TVyNovelas
| Categoria                | Indicado(a)       | Resultado |
| ------------------------ | ----------------- | --------- |
| Melhor atriz antagonista | Susana Dosamantes | Venceu    |